# Absolutely Free
Absolutely Free ist ein Musikalbum von Frank Zappa und The Mothers of Invention. Es erschien 1967 auf dem Verve-Label und wird dem Progressive-Rock-Genre zugerechnet. Das Album ist musikalisch vielschichtiger als sein Vorgänger Freak Out!, bietet bis dahin ungehörte Klangexperimente und -collagen in Hülle und Fülle und übt ironisch und satirisch Kritik an politischen und gesellschaftlichen Entwicklungen.

## Personal

### The Mothers of Invention
- Frank Zappa – Gitarre, Gesang
- Ray Collins – Gesang, Tamburin
- Jim Fielder – Gitarre, Klavier
- Don Preston – Keyboard
- Bunk Gardner – Holzblasinstrumente
- Roy Estrada – E-Bass, Gesang
- Jimmy Carl Black – Schlagzeug, Gesang
- Billy Mundi – Schlagzeug, Perkussion

### Produktion
- Produzent: Tom Wilson
- Toningenieure: Val Valentine, Ami Hadani, David Greene
- Cover-Design: Frank Zappa
- Cover-Foto: Alice Ochs

## Inhalt

### Titelliste
Alle Kompositionen stammen von Frank Zappa.
Oratorium Nr. 1 „Absolutely Free“:
1. „Plastic People“ (3:42) thematisiert als Collage aus vielen kurzen Musikbruchstücken die Demonstration wegen des Abrisses der bei Freaks beliebten Kaffeestube „Pandora’s Box“ in Los Angeles am 12. November 1966 und deren gewaltsame Auflösung durch die Polizei.(S. 158f)
2. „The Duke of Prunes“ (2:13) stellt als erstes Stück einer dreiteiligen Suite deren Hauptthema vor. Das surrealistische Liebeslied vermeidet sexuelle Kraftausdrücke, indem diese durch Wörter wie beispielsweise „Prune“ (Pflaume) oder „Cheese“ (Käse) ersetzt werden.(S. 58f)
3. „Amnesia Vivace“ (1:01) ist der zweite Teil der Suite. Das Stück enthält ein Strawinski-Zitat aus „Le sacre du printemps“ und beschreibt, wie der Duke (Herzog) versucht, mit zwei Cheerleadermädchen anzubändeln, die ihn jedoch K.O. schlagen.(S. 60f)
4. „The Duke Regains His Chops“ (1:50) beschließt die Suite. Der Herzog kommt nicht nur wieder zu sich, sondern auch „zur Sache“.(S. 62f)
5. Call Any Vegetable (2:20) stellt Haupt- und Nebenthema einer weiteren dreiteiligen Suite vor. Inhaltlich geht es darum, dass untätige Leute aus Zappas Sicht nicht für die Menschheit verloren sind – entsprechende Ansprache vorausgesetzt.(S. 64f)
6. „Invocation and Ritual Dance of the Young Pumpkin“ (7:00) wird mit einem pseudo-symphonischen Motiv eröffnet, welches schnell von einer Instrumentalpassage samt Gitarrensolo abgelöst wird.
7. „Soft-Sell Conclusion“ (1:40) beschließt diese Suite. Das Stück liefert eine hochtrabend-komische Erklärung, wie eine Beziehung zu einem Gemüse das Leben bereichern kann.
Mothers-Single (1967), Bonustracks auf den CD-Wiederveröffentlichungen:
8. „Big Leg Emma“ (2:32) besingt im Stil eines 1950er-Jahre-Shuffles das Dilemma der dickbeinigen Emma.
9. „Why Don’tcha Do Me Right?“ (2:37) ist ein einfacher Rocksong, dessen Text in der Aussage gipfelt: „All I wanted was a wife“ (Eine Ehefrau war alles, was ich wollte).
Oratorium Nr. 2 „The M.O.I. American Pageant“:
10. „America Drinks“ (1:53) parodiert die Kneipenatmosphäre und die Barmusik, die Frank Zappa zu Beginn seiner Karriere mit „Joe Perino and the Mellotones“ gespielt hat.(S. 162)
11. „Status Back Baby“ (2:54) denkt als Eröffnungsstück einer dreiteiligen Suite darüber nach, wie Teenager an der Highschool Eindruck schinden können. Der fröhlich wirkende Popsong bietet zudem ein Zitat aus Igor Strawinskis Ballett „Petruschka“.
12. „Uncle Bernie’s Farm“ (2:11) ist der zweite Teil dieser Suite. In der Form eines Rocksongs übt Zappa harsche Kritik an Spielzeug, das von nichts als Mord und Zerstörung schreit.(S. 76f)
13. „Son of Suzy Creamcheese“ (1:34) ist ein Liebeslied über Suzy Creamcheese – eine fiktive Person, von der auf Zappas frühen Schallplatten des Öfteren die Rede ist.
14. „Brown Shoes Don’t Make It“ (7:30) übt in der Geschichte von Rathaus-Fred, der Vorschriften für Jugendliche erlässt und vom Sex mit einer 13-Jährigen träumt, heftige Kritik an der Gesetzgebung der korrupten Regierung und der geistlosen Gesellschaft. Musikalisch werden 20 Themen zu einem Ganzen verwoben.(S. 162)
15. „America Drinks and Goes Home“ (2:46) ist die ausgespielte Version von „America Drinks“, bei der Ray Collins als Crooner glänzt, während in seinem Rücken betrunkene Barbesucher mit der Kneipeneinrichtung nicht gerade pfleglich umzugehen scheinen.

### Bedeutung
Bei den Stücken von Absolutely Free handelt es sich um Auszüge aus dem Rockmusical „Pigs and Repugnant: Absolutely Free“ (Schweine und Widerlinge: Völlig umsonst), welches die Mothers etwa ein halbes Jahr lang mehrmals täglich im New Yorker Garrick Theatre aufführten. Verglichen mit dem Debütalbum Freak Out! ist das musikalische Geschehen komplexer und auch beziehungsreicher. Nicht weniger als zehn der insgesamt 15 Titel enthalten Musikzitate. Besonders häufig finden sich Passagen aus Stücken Igor Stravinskys, und zwar aus „Le sacre du printemps“, „L’oiseau de feu“ (aus der „Feuervogel-Suite“) und aus dem Ballet „Petrushka“. Aus klassischen Gefilden stammt auch das Zitat aus „Jupiter: The Bringer Of Jollity“ aus der Orchestersuite „Die Planeten“ von Gustav Holst. Zeit seines Lebens besonders häufig – auf seinen Plattenveröffentlichungen insgesamt 22 Mal – zitierte Zappa einen R&B-Klassiker aus den späten 1950er Jahren: „Louie Louie“ von Richard Berry & The Pharaohs. Weitere angespielte R&B- und Soul-Hits sind „Duke Of Earl“ von Eugene Dixon alias Gene Chandler, „Baby Love“ von The Supremes, „Little Sally Walker“ von Don & Dewey oder auch „Little Deuce Coupe“ von den De-Fenders. In „Soft-Sell Conclusion“ greift das Sopransaxophon die Melodie von „God Bless America“ auf, der Gesang stimmt „America The Beautiful“ an und der Bass zitiert den Marsch „Marine’s Hymn“. Weitere bekannte Melodien, die kurz aufgegriffen werden, sind „Entry Of The Gladiators“ von Julius Fučík sowie „White Christmas“ von Irving Berlin, welches dieser für den Film „Holiday Inn“ geschrieben und das Bing Crosby 1942 bekannt gemacht hat.
Hinsichtlich der technischen Produktion wurde das Album mit einem Aufwand erstellt, der „zur damaligen Zeit seinesgleichen suchte“, urteilte Rockjournalist Volker Rebell; beispielsweise seien allein für den atmosphärischen Hintergrund der Satire „America Drinks & Goes Home“ vier verschiedene Ereignisebenen sorgfältig miteinander verschachtelt worden.(S. 259f) Für seine Musikcollagen benutzte Zappa intensiv Klangschnipsel, Geräuschexperimente, Gesprächsfetzen, Musikbruchstücke, Passagen mit den übereinander geschichteten Soli verschiedener Instrumente oder rhythmisch komplexe Strukturen, die er ironisch zusammenwob.
Auf der Textebene knüpft das Album an das auf dem Album Freak Out! Gebotene an: Satirisch, ironisch und teils auch zynisch kommentierten die Mothers den American Way of Life. Das Motiv des Plastiks als Symbol für die zunehmende Künstlichkeit im Technologiezeitalter und den Verlust der Natürlichkeit wird mehrfach aufgegriffen. In „Uncle Bernies Farm“ werden die Vereinigten Staaten als Land charakterisiert, dass von einem Plastik-Präsidenten und einem Plastik-Kongress regiert wird. Im Stück „Plastic People“ wird zunächst auf Plastik-Schminke („plastic goo“, wörtlich Plastikschmiere) und Plastik Teenager am Sunset Boulevard verwiesen um schließlich den Zuhörer direkt anzusprechen: „Go home and check yourself/You think we're talking about someone else“ (Geh nach Hause und prüfe dich selber – Du glaubst wir sprechen über jemand anderen). Indirekt stellen damit die Mothers bewusst ihre eigene Authentizität in Frage und wecken schließlich Ängste, dass in der „Plastikgesellschaft“ der Vereinigten Staaten keine wahre Liebe mehr möglich sei („I know true love can never be/A product of plasticity“).
Absolutely Free enthält Zappa-/Mothers-Klassiker wie die Stücke „Plastic People“, „Call Any Vegetable“ oder das Minimusical „Brown Shoes Don’t Make It“.
Eine weitere Besonderheit: Absolutely Free erschien ohne Titelstück. Zappa hatte den Titel verärgert weggelassen, nachdem die Plattenfirma den Produktionsetat gegenüber dem Debütalbum halbiert hatte.(S. 41)

## Rezeption

### Kritik
Der US-amerikanische Musikjournalist Robert Christgau sah in Absolutely Free eine „mäßig amüsante Neuheiten-Schallplatte“. Zwar lobte er „echte Popmusiker, die die andere Seite betrachten“, dennoch sei das Album „viel zu offensichtlich in seiner Satire, mit Harmonien und Tempowechseln, die Yes und Jethro Tull ankünden“. Im Urteil des Zappa-Biografen Barry Miles mischte sich Kritik und Lob. Wenn Zappa im Song „Plastic People“ Hippie-Demonstranten als „Plastikmenschen“ brandmarkte, so hätten sich viele Fans gefragt, „was Zappa denn jetzt schon wieder von ihnen wollte“. Andererseits lobte Miles unter anderem das Stück „Brown Shoes Don’t Make It“ als „Meisterwerk“, das „Zappa in Höchstform“ zeige.(S. 161f)
Der deutsche Journalist Volker Rebell hob die musikalische Komplexität des Albums, die Dichte seiner thematischen Gliederung, das umfassende Spektrum der zitierten Musikstile und die von Zappa weiter perfektionierte Technik der Musikcollage hervor. Rebell gibt auch die Spannbreite damaliger Reaktionen auf die Liveshows der Mothers im Garrick Theatre am Beispiel zweier US-amerikanischer Medien wider. Einerseits habe ein (nicht genanntes) Blatt diese Auftritte – unter offenkundiger Bezugnahme auf das Lakehurst-Unglück – als „größte Ansammlung heißer Luft seit Hindenburgs Zeiten“ pauschal abgekanzelt. Andererseits sei die New York Post in ihrem Urteil weniger pauschal gewesen. Nach dem Aufzählen von Details aus der Show – „miniberockte Nummerngirls, psychedelische Lightshows, reichlich Fäkalspäße und Brechmittel-Humor, Angriffe gegen Ronald Reagan, Parodien der Supremes, oberflächliche Kenntnis von Strawinsky …“ – urteile der Rezensent: „Dessenungeachtet sind die Musik und das Können der Musiker brillant bis großartig-fantastisch.“(S. 259f) Aus Sicht des Sparifankal-Mitbegründers, Schriftstellers und Journalisten Carl-Ludwig Reichert bot das Album inhaltlich „wenig Neues“, auch wenn die Musik „aufregend gespielt“ sei. Reichert schlussfolgerte: „Für viele war das [Album, Anm.] damals schon viel zu weit weg vom Underground.“(S. 41)

### Erfolge
Wie oft bei Alben von Frank Zappa und Mothers, weigerten sich die meisten amerikanischen Radiosender, Stücke von Absolutely Free zu spielen. Dennoch kletterte das Album in den US-Charts auf Position 41 – die zehntbeste Platzierung, die je ein Album Frank Zappas erreichte.

### Veröffentlichungen
Das Album hatte sich zu einem gefragten Sammlerobjekt entwickelt. Noch zu Zeiten der Vinyl-Schallplatten gab es mehrere offizielle Neuauflagen. Selbst Schwarzkopierer wollten von der Nachfrage profitieren und brachten die Erstveröffentlichung als Bootleg auf den Markt. Auch als CD wurde es – fast 20 Jahre nach der Erstveröffentlichung – noch drei Mal herausgebracht. Der folgende Überblick verdeutlicht wesentliche Unterscheidungsmerkmale der Album-Varianten.
- In Amerika, Großbritannien und Australien kam die LP ursprünglich in Mono- und Stereoversionen mit Gatefold-Covern auf den Markt. In Großbritannien hatte die Stereoversion eine einfache Einsteckhülle.
- In Deutschland und Frankreich erschien das Album allein in der Stereoversion, die französische Auflage hatte eine einfache Einsteckhülle, deren Rückseite sich zudem durch ein Livefoto von den anderen Ausgaben unterschied.
- In Großbritannien erschien 1972 eine LP-Wiederveröffentlichung, diesmal mit Gatefold-Cover. Bekannt ist zudem eine Wiederveröffentlichung mit weißem MGM-Label, die zwischen 1972 und 1975 auf den Markt kam.
- Wie schon beim Album Freak Out! gab es auch von Absolutely Free ein Faksimile-LP-Bootleg, welches bei schlechterer technischer Qualität in der Aufmachung der amerikanischen Erstveröffentlichung entsprach.
- Die letzte Wiederveröffentlichung als LP erschien 1985, als Barking Pumpkin Records die erste Old-Masters-Box herausbrachte.
- Erstmals auf CD erschien das Album 1989 bei Rykodisc (US-Markt), Zappa Records (Europa) und VACK (Japan). Weitere CD-Veröffentlichungen folgten 1995 auf Rykodisc und VACK. Zuletzt erschien 2001 in Japan auf Rykodisc/VACK eine CD-Version von Absolutely Free mit Papphülle.
- Die Single „Why Don’t You Do Me Right“ / „Big Leg Emma“ erschien Ende 1967 auf dem Verve-Label. Beide Stücke stammen ursprünglich nicht vom Album, sind jedoch als Bonustracks Bestandteil sämtlicher CD-Wiederveröffentlichungen.[14]